# Fiorentino (commune)
Fiorentino est l’une des neuf communes (ou castelli) de la République de Saint-Marin. La localité, située au sud du pays, comptait 2563 habitants en 2020.
Fiorentino est traversée par le Rio San Marino.